# Storsteinnes
Storsteinnes est une localité du comté de Troms, en Norvège.

## Géographie
Administrativement, Storsteinnes fait partie de la kommune de Balsfjord.